# Weißwangen-Waldsänger

Verbreitungsgebiet des Weißwangen-Waldsängers in Venezuela (grün)

Der Weißwangen-Waldsänger (Myioborus albifacies) ist ein kleiner Singvogel aus der Gattung Myioborus in der Familie der Waldsänger (Parulidae). Diese Art ist eine von vier Waldsängerarten, die auf den Tepuis in Venezuela vorkommen, und wird gewöhnlich als Teil der Superspezies um den Guaiquinimawaldsänger (Myioborus cardonai) und den Goldzügel-Waldsänger (Myioborus pariae) gesehen. Manche Autoren betrachten den Weißwangen-Waldsänger und den Guaiquinimawaldsänger auch als konspezifisch. Die IUCN listet sie trotz des kleinen Verbreitungsgebietes gegenwärtig als „nicht gefährdet“ (least concern).

## Merkmale
Weißwangen-Waldsänger erreichen eine Körperlänge von 13 Zentimetern. Die Flügellänge beträgt beim Männchen 6,4 Zentimeter, beim Weibchen sind keine Angaben verzeichnet. Adulte Weißwangen-Waldsänger und Jungvögel ab dem ersten Jahr haben eine schwarze Stirn, ein schwarzes Kronengefieder sowie ein oberes schwarzes Nackengefieder. Durch die charakteristische weiße Gesichtspartie; inbegriffen die Zügel, der Augen- und Wangenbereich und die Ohrdecken, ist er gut von dem nah verwandten Guaiquinimawaldsänger zu unterscheiden. Das untere Nackengefieder sowie das Oberseitengefieder sind grau bis dunkelgrau. Die Flügel sind schwärzlich mit schmalen dunkelgrauen Federrändern. Ebenfalls schwärzlich sind die Oberschwanzdecken und der Schwanz mit äußeren weißen Schwanzfedern. Das Unterseitengefieder ist orange-gelb und die Unterschwanzdecken sind weiß. Der Schnabel und die Beine sind schwärzlich.

## Vorkommen
Über die Weißwangen-Waldsänger ist nur wenig bekannt. Sie kommen in Nebelwäldern und feuchten Bergwäldern vorwiegend auf dem Cerro Yaví, Cerro Sipapo und Cerro Guanay in Höhen von 900 bis 2250 Metern im südlichen Venezuela vor und ernähren sich wahrscheinlich wie der Guaiquinimawaldsänger vorwiegend von Insekten. Das Brutverhalten ist nicht näher untersucht.